# Anisosepalum humbertii
Anisosepalum humbertii là một loài thực vật có hoa trong họ Ô rô. Loài này được (Mildbr.) E.Hossain mô tả khoa học đầu tiên năm 1972.